# Vital do Rêgo Filho
Vital do Rêgo Filho, mais conhecido como Vitalzinho (Campina Grande, 21 de setembro de 1963), é um médico e político brasileiro. Atualmente é ministro do Tribunal de Contas da União.

## Biografia
Filho do político Vital do Rêgo e irmão do ex-prefeito de Campina Grande e atual senador, Veneziano Vital do Rêgo, Vitalzinho é graduado em Medicina pela Universidade Federal da Paraíba e Direito pela Universidade Estadual da Paraíba, da qual também é professor. Casado com Vilauba Morais, tem dois filhos.
No Senado, presidiu a CPMI do Cachoeira e foi o presidente da Comissão de Constituição e Justiça.

## Carreira Política
- 1988: Eleito o vereador mais votado de Campina Grande pelo PSB, com 2.496 votos.
- 1992: Reeleito vereador de Campina Grande pelo PST, com 1.368 votos.
- 1994: Eleito deputado estadual pelo PDT, com 13.008 votos.
- 1996: Candidato a vice-prefeito de Campina Grande na chapa de Enivaldo Ribeiro, obtendo 64.074 votos (42,88%) contra 72.185 votos (48,3%) do outro candidato, Cássio Cunha Lima do PMDB.
- 1998: Reeleito deputado estadual da Paraíba pelo PDT, com 19.921 votos.
- 2000: Candidato a prefeito de Campina Grande pelo PDT. Obteve 12.538 votos (7,29%), contra os 36.727 votos (21,36%) do candidato do PP Enivaldo Ribeiro, e contra os 122.718 votos (71,35%) do candidato do PMDB Cássio Cunha Lima.
- 2002: Eleito pela terceira vez deputado estadual da Paraíba pelo PDT. Atinge a marca de 27.473 votos.
- 2006: Eleito o deputado federal mais votado da Paraíba, pelo PMDB. Obtém 168.301 votos.[4]
- 2010: Eleito senador da Paraíba pelo PMDB. Foi o segundo eleito, com 869.501 votos.[5]
- 2014: Candidato a governador da Paraíba pelo PMDB. O candidato escolhido como seu vice-governador foi o ex-governador Roberto Paulino. Obteve 106.162 votos (5,22%), atrás dos candidatos Cássio Cunha Lima do PSDB e Ricardo Coutinho do PSB.[6]
- 2014: Assume a vaga de ministro do Tribunal de Contas da União, renunciando ao cargo de senador, assumindo a vaga o suplente e ex-senador Raimundo Lira.

## TCU
Em dezembro de 2014, com o apoio do seu partido, PMDB, foi indicado pelo Senado para ocupar a vaga do ministro José Jorge no Tribunal de Contas da União (TCU), que se aposentou compulsoriamente e deixou o tribunal por ter completado 70 anos. Renuncia o cargo de Senador, sendo substituído pelo 1º suplente Raimundo Lira, para toma posse no TCU em 22 de dezembro de 2014.

## Operação Lava Jato
Em 19 de maio de 2016, o ministro Teori Zavascki determinou a abertura do inquérito que investiga Vital do Rêgo Filho pela operação Lava Jato, por suposta cobrança de propina de empreiteiras quando, no cargo de senador, comandava a Comissão Parlamentar Mista de Inquérito da Petrobras (CPMI) no Congresso.
Em 2020, foi alvo da Operação Ombro a Ombro, nesta fase, conforme foi apurado pelas investigações, Vital do Rêgo teria solicitado e recebido pelo menos 4 milhões de reais, a fim de "blindar" executivos de grandes empreiteiras, envolvidas no esquema de corrupção. O pagamento de propina teria sido quando o político era presidente da CPMI da Petrobras, em 2014, para apurar crimes de corrupção dentro da estatal.